# Svetlana Kapanina
Svetlana Vladimirovna Kapanina (en russe : Светлана Владимировна Капанина), née le 28 décembre 1968 à Chtchoutchinsk, en République socialiste soviétique kazakhe, est une aviatrice russe, membre de l'équipe nationale de voltige aérienne russe.

## Biographie
Svetlana Kapanina a été sept fois championne (féminine) du monde de voltige aérienne (1996, 1998, 2001, 2003, 2005, 2007 et 2011) sur des appareils de type Soukhoï (SU-26 initialement, puis SU-26M3 , mais aussi SU-31). Elle a reçu le Brevet Paul Tissandier et les Médailles Sabiha Gökçen et du Centenaire de la Fédération Aéronautique Internationale (FAI).